# Dotto timpanico

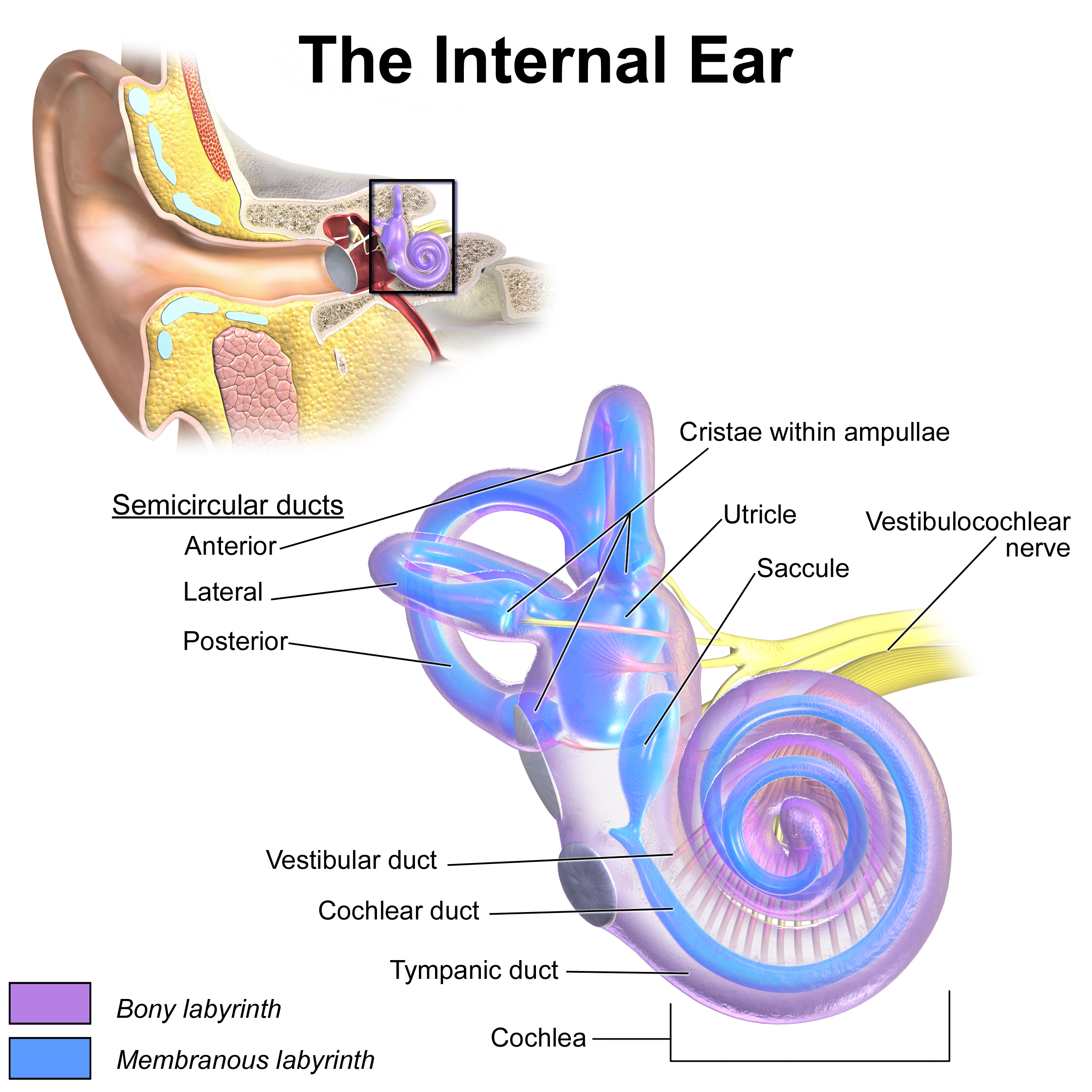
Orecchio interno con il dotto timpanico.

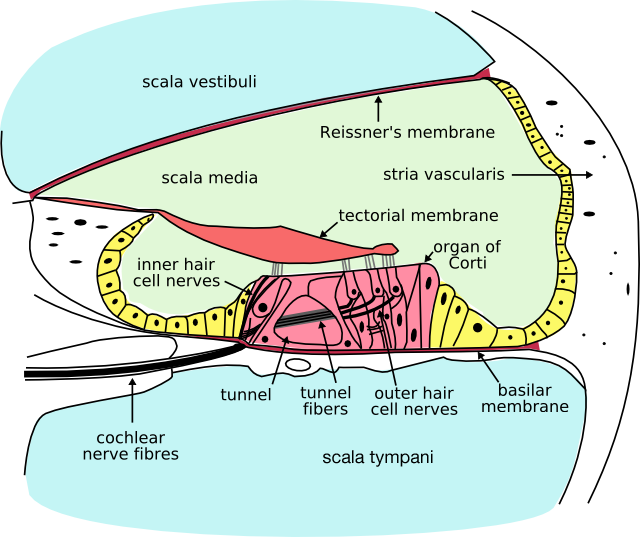
Sezione della coclea con il dotto vestibolare

Il dotto timpanico o scala timpanica è una delle cavità dell'orecchio interno umano piena di perilinfa. È separato dal dotto cocleare dalla membrana basilare e si estende dalla finestra rotonda all'elicotrema, dove diventa dotto vestibolare.

## Funzione
La funzione del dotto timpanico e di quello vestibolare è quella di trasformare il movimento dell'aria provocando la vibrazione della membrana timpanica e degli ossicini mediante il movimento del liquido e della membrana basilare. Questo movimento viene trasmesso all'organo del Corti all'interno del condotto cocleare, composto dalle cellule ciliate e collegato alla membrana basilare e alle loro stereociglia incorporate nella membrana tettoriale. Il movimento della membrana basilare rispetto alla membrana tettoriale provoca il piegamento delle sterociglia. Poi queste si depolarizzano e inviano impulsi al cervello attraverso il nervo cocleare. Ciò produce la sensazione di suono.

## Galleria d'immagini

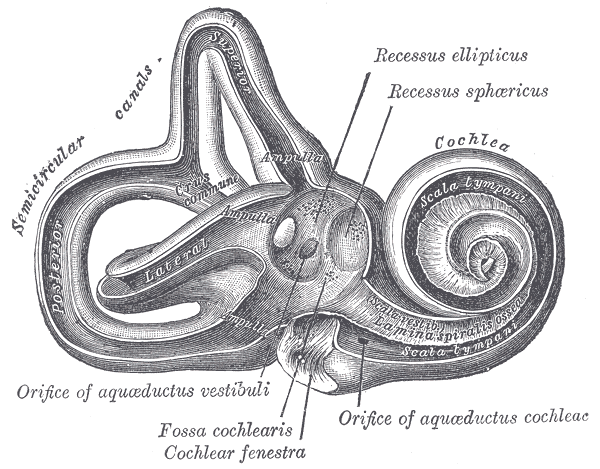
Interno del labirinti destro. (Il dotto timpanico si trova a destra, all'interno della coclea.
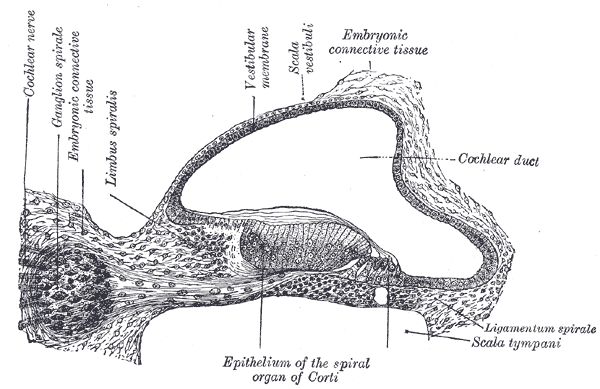
Sezione trasversale del dotto cocleare cochlear di un feto di gatto.
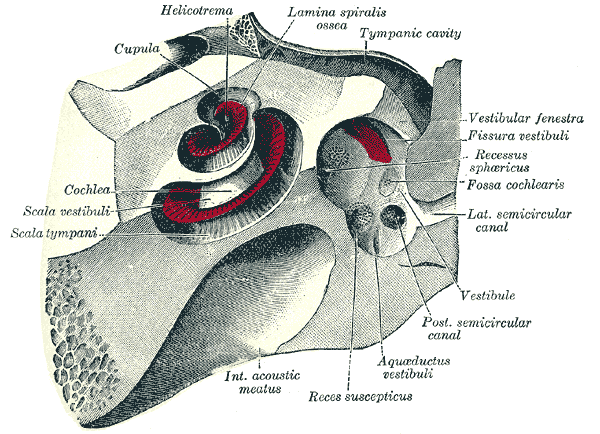
Coclea e vestibolo visti da sopra.
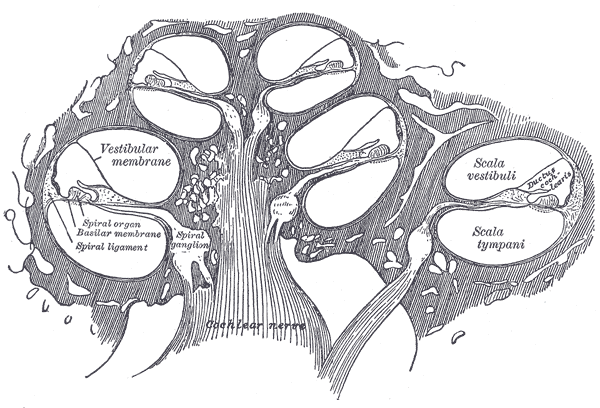
Sezione longitudinale della coclea.